# Le Guislain
Le Guislain é uma comuna francesa na região administrativa da Normandia, no departamento Mancha. Estende-se por uma área de 5,42 km². Em 2010 a comuna tinha 140 habitantes (densidade: 25,8 hab./km²).